# سیتوکینز

تصویر سیتوکینز

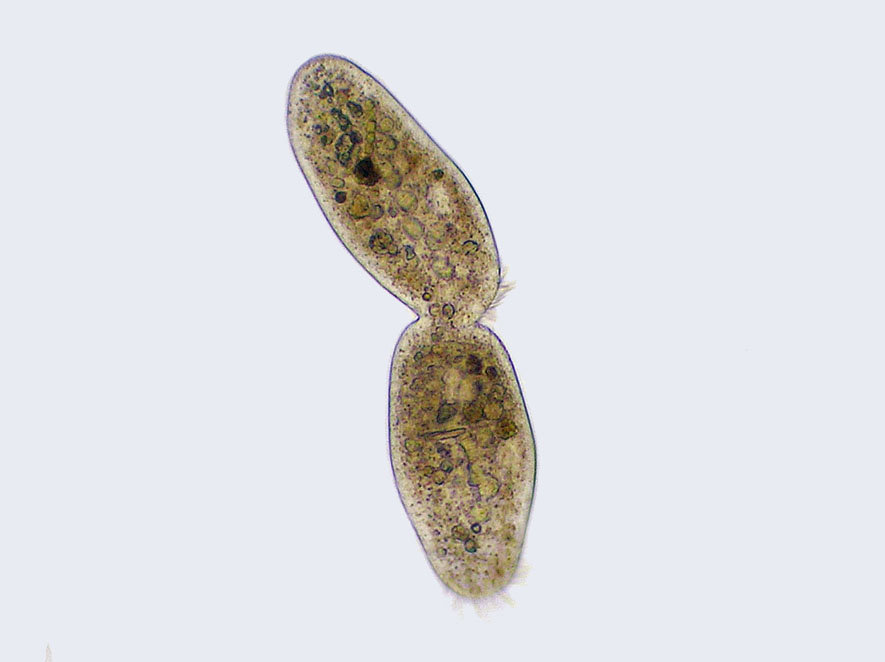
یک مژک‌دار که متحمل سیتوکینز شده، در تصویر شیار تسهیم به وضوح مشخص است.

سیتوکینز (به انگلیسی: Cytokinesis)، بخشی از فرایند تقسیم سلولی است که طی آن سیتوپلاسم یک سلول به دو سلول دختر تقسیم می‌شود. تقسیم سیتوپلاسمی طی مراحل تقسیم هسته‌ای در میتوز و میوز یا پس از آن آغاز می‌گردد. طی سیتوکینز، دوک تقسیم کروماتیدهای مضاعف را به سیتوپلاسم سلول‌های دختر در حال جدا شدن منتقل می‌کند. سپس از حفظ شدن عدد کروموزومی و ضمائمش بین نسل‌ها اطمینان پیدا می‌کند. سپس سلول‌های دختری، جز در مواردی خاص، کپی‌های کارامدی از سلول والدینشان خواهند شد. بعد از تکمیل تلوفاز و سیتوکینز، هر سلول دختری وارد اینترفاز چرخه سلولی می‌گردد.
عملکردهای خاص، نیازمند انحراف از سیتوکینز متقارن اند؛ به عنوان مثال، اووم در اووژنز جانوران تقریباً تمام سیتوپلاسم و اندامک‌ها را می‌گیرد. این باعث می‌شود که چیز زیادی برای گویچه‌های قطبی باقی نماند، و به همین دلیل در بسیاری از گونه‌ها گویچه‌های قطبی بدون عملکرد خاصی می‌میرند، گرچه که آن‌ها عملکردهای به‌خصوص متنوعی را در دیگر گونه‌ها برعهده دارند. یکی دیگر از اشکال میتوز در بافت‌هایی چون کبد و ماهیچه اسکلتی رخ می‌دهد؛ در این نوع میتوز، سیتوکینز حذف شده و به جایش سلول‌های چندهسته‌ای شکل می‌گیرند.
خلاصه : در جانوری تقسیم سیتوپلاسم با ایجاد فرورفتگی در یاخته شروع می شود . این فرورفتگی حاصل انقباض رشته های اکتین و میوزین است که مانند کمر بندی در سیتوپلاسم قرار می گیرد و به غشا متصل است . با تنگ شدن این حلقه انقباضی در نهایت دو یاخته از هم جدا می شوند.
سیتوکینز گیاهی از سیتوکینز جانوری متفاوت است، بخشی از علت آن به دلیل صلب و انعطاف‌ناپذیر بودن دیواره سلول‌های گیاهی است. در سلول‌های گیاهی به جای این که همچون سلول‌های جانوری شیار تسهیم تشکیل گردد، ساختاری به نام صفحه سلولی در سیتوپلاسم تشکیل شده و تا ایجاد دیواره سلولی جدیدی بین سلول‌های دختری، رشدش ادامه پیدا می‌کند.
سیتوکینز شباهت زیادی با فرایند شکافت دوتایی در پروکاریوت‌ها داشته، اما به دلیل تفاوت ساختارها و عملکردهای سلولی در پروکاریوت‌ها و یوکاریوت‌ها، سازوکارهای سیتوکینز و شکافت در این دو دسته جاندار با هم متفاوت اند. به عنوان مثال، یک سلول باکتریایی تنها یک کروموزوم به شکل حلقه بسته دارد، در مقایسه، یوکاریوت‌ها اغلب دارای چندین کروموزوم خطی اند. برهمین اساس، باکتری‌ها در تقسیم سلولی دوک میتوزی تشکیل نمی‌دهند. همچنین مضاعف شدن DNA پروکاریوتی طی جداسازی کروموزوم‌ها صورت می‌گیرد؛ در میتوز، مضاعف شدن طی اینترفاز، قبل از شرع میتوز انجام می‌شود، گرچه که کروماتیدهای دختری تا پیش از آنافاز به‌طور کامل جدا نمی گرند.
خلاصه : در یاخته گیاهی حلقه انقباضی تشکیل نمی شود . در این یاخته ها نخست ساختاری به نام صفحه یاخته ای  در محل تشکیل دیواره جدید ایجاد می شود . این صفحه از تجمع ریز کیسه های دستگاه گلژی و از به هم پیوستن انها تشکیل می شود . این ریز کیسه ها حاوی پیش ساز های تیغه میانی و دیواره یاخته اند . با اتصال این صفحه به دیواره یاخته مادر دو یاخته جدید از هم جدا میشوند . ساختار هایی مانند لان و پلاسمودسم در هنگام تشکیل دیواره جدید پایه گذاری می شوند .

## برای مطالعهٔ بیشتر
- The Molecular Requirements for Cytokinesis by M. Glotzer (2005), Science 307, 1735
- "Animal Cytokinesis: from parts list to mechanism" by Eggert, U.S. , Mitchison, T.J. , Field, C.M. (2006), Annual Review of Cell Biology 75, 543-66
- Campbell Biology (2010), 580-582
- More description and nice images of cell division in plants, with a focus on fluorescence microscopy
- Nanninga N (June 2001). "Cytokinesis in Prokaryotes and Eukaryotes: Common Principles and Different Solutions". Microbiol. Mol. Biol. Rev. 65 (2): 319–33. doi:10.1128/MMBR.65.2.319-333.2001. PMC 99029. PMID 11381104.